# Maria Leonia Paradis
Maria Leonia Paradis (ur. 12 maja 1840 w L’Acadie; zm. 3 maja 1912 w Sherbrooke) – kanadyjska zakonnica, założycielka Zgromadzenia Ubogich Sióstr Świętej Rodziny, Święta Kościoła katolickiego.

## Życiorys
Alodie-Virginie Paradis urodziła się w Quebecu w 1840 roku jako jedyna córka - trzecia z sześciorga dzieci, z których tylko troje przeżyło dorosłość - Josepha Paradisa i Emelie Gregorie. Kształciła się u sióstr de Notre Dame. Paradis przyjęła sakrament bierzmowania i Pierwszą Komunię Świętą odpowiednio w 1849 i 1850 roku. 21 lutego 1854 roku w wieku czternastu lat, wstąpiła do Marianitów Saint-Laurent w Montrealu, żeńskiej gałęzi Zgromadzenia Świętego Krzyża. Pomimo słabego zdrowia została przyjęta i złożyła śluby wieczyste 22 sierpnia 1857 roku. Otrzymała imię "Marie-Léonie", formalnie znana jako "Marie de Sainte-Léonie". Przez kilka lat nauczała w Montrealu.
W 1862 r. została wysłana do kościoła św. Wincentego a Paulo, parafii dla francuskojęzycznych katolików na Manhattanie, gdzie zgromadzenie prowadziło sierociniec. Pozostała tam do 1870 roku, kiedy to dołączyła do Sióstr Świętego Krzyża, amerykańskiej gałęzi jej zakonu, znajdującej się w Notre Dame w stanie Indiana. Tam uczyła francuskiego i robótek ręcznych siostry szkolące się na nauczycielki.
W 1874 roku Paradis została mianowana mistrzynią nowicjuszek w Collège Saint-Joseph w Memramcook w Nowym Brunszwiku. Szkoła potrzebowała podstawowego wsparcia w działach gospodarstwa domowego i kulinarnym. Chętnie wspierała Ojców Świętego Krzyża w ich misji edukowania młodych Akadyjczyków.
Założyła Małe Siostry Świętej Rodziny 31 maja 1880 roku. Wielokrotnie prosiła biskupa Sweeny'ego z Nowego Brunszwiku o zatwierdzenie małej wspólnoty, ale to nie nadeszło. W 1895 r. przekonała biskupa Paula LaRocque z Sherbrooke, który sam szukał personelu domowego do swojego seminarium, aby przyjął dom macierzysty i nowicjat Małych Sióstr do swojej diecezji i udzielił im diecezjalnego zatwierdzenia. Wspólnota przeniosła się do Quebecu, a Larocque udzielił kanonicznego zatwierdzenia 26 stycznia 1896 roku.
Paradis nadal nosiła habit swojego zakonu, ale zrzekła się go 2 października 1904 r. na rzecz tego, który został ustanowiony w nowym zgromadzeniu. W 1905 r. papież Pius X zwolnił ją ze zobowiązań wobec Zgromadzenia Świętego Krzyża.
Wkrótce Paradis poważnie zachorowała na złośliwego raka, a jej stan zdrowia powoli się pogarszał. Rankiem w dniu swojej śmierci otrzymała pozwolenie na opublikowanie Reguły nowego zgromadzenia. Zmarła nagle po obiedzie i po przyjęciu ostatnich sakramentów 3 maja 1912 roku Jej szczątki zostały ekshumowane 4 października 1935 roku.
Proces beatyfikacyjny rozpoczął się 27 listopada 1952 roku w Sherbrooke wraz z rozpoczęciem lokalnego procesu gromadzenia dokumentacji i świadectw; proces zakończył się w 1952 roku. Od momentu zezwolenia na rozpoczęcie procesu beatyfikacyjnego Marii Leonii Paradis przysługiwał tytuł Sługi Bożego, co  nastąpiło 13 czerwca 1966 roku za papieża Pawła VI. Drugi proces został zwołany i trwał zaledwie trzy miesiące w 1968 roku. Oba lokalne procesy zostały ratyfikowane w 1970 roku, a wszystkie dokumenty zostały przekazane do Rzymu w celu oceny. 31 stycznia 1981 papież Jan Paweł II podpisał dekret o heroiczności jej cnót i od tej pory przysługiwał jej tytuł Czcigodnej Służebnicy Bożej. 17 lutego 1984 roku zatwierdził jej też dekret uznający jej cud i beatyfikował ją 11 września 1984 r. w Montrealu.
24 stycznia 2024 papież Franciszek podpisał dekret uznający cud za wstawiennictwem błogosławionej, co otwiera drogę do jej kanonizacji i ogłoszenia ją świętą. Data jej kanonizacji została ogłoszona na konsystorzu, który odbył się 1 lipca 2024. 20 października 2024, podczas uroczystej mszy św. na placu świętego Piotra, papież Franciszek dokonał kanonizacji bł. Leonii Paradis wpisując ją i innych trzynastu błogosławionych w poczet świętych Kościoła katolickiego. 